# Troglohyphantes wiehlei
Troglohyphantes wiehlei là một loài nhện trong họ Linyphiidae.
Loài này thuộc chi Troglohyphantes. Troglohyphantes wiehlei được miêu tả năm 1975 bởi František Miller & Polenec.